# Burg Dinan

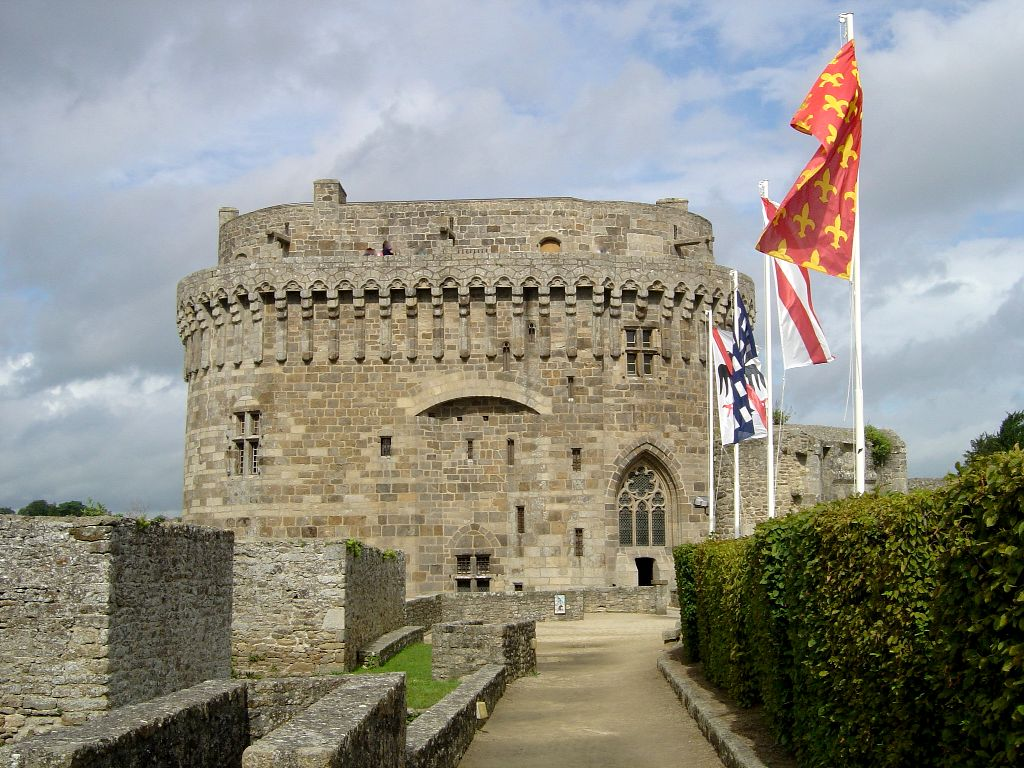
Burg Dinan, von oberhalb der Stadtmauern gesehen

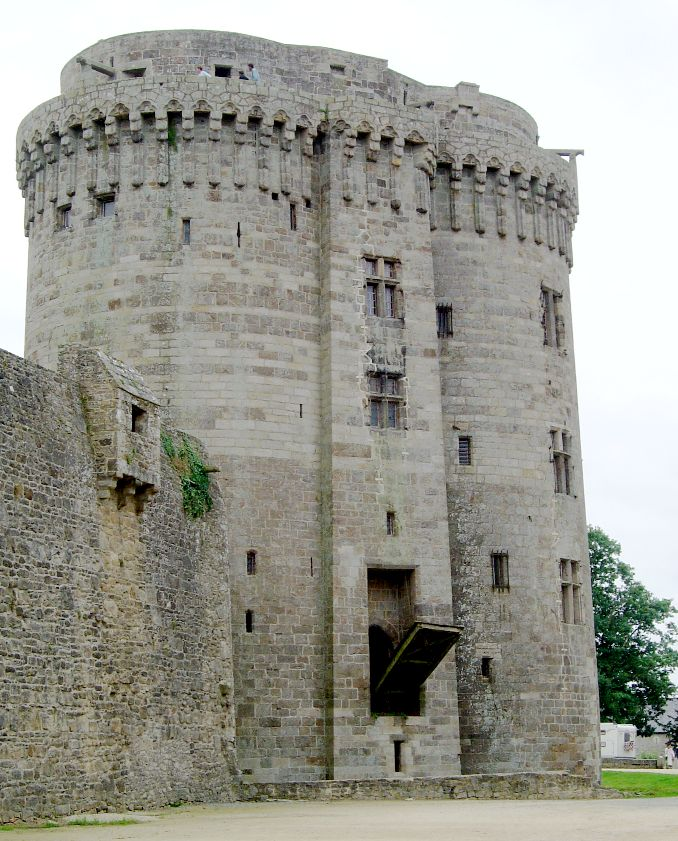
Burg Dinan

Die Burg Dinan in Dinan besteht aus dem Donjon, nahe dem Tor Saint-Louis. Der Donjon und das Tor sind Teil der 2600 m langen mittelalterlichen Stadtmauern, die auch heute noch die Altstadt umgeben.
Johann V., Herzog der Bretagne, begann die Konstruktion des Donjon im Jahr 1384. Es handelt sich dabei um einen hohen Turm in ovaler Form, der durch einen Burggraben vom Äußeren der Stadtmauern und der innengelegenen Stadt getrennt wird. Die Maschikulis (Pechnasenreihe) hängen in 30 Metern Höhe.
Der Donjon beherbergt heute das städtische Museum.
Koordinaten: 48° 27′ 0″ N, 2° 2′ 41″ W